# Concordia Film Theater Beeldende Kunst

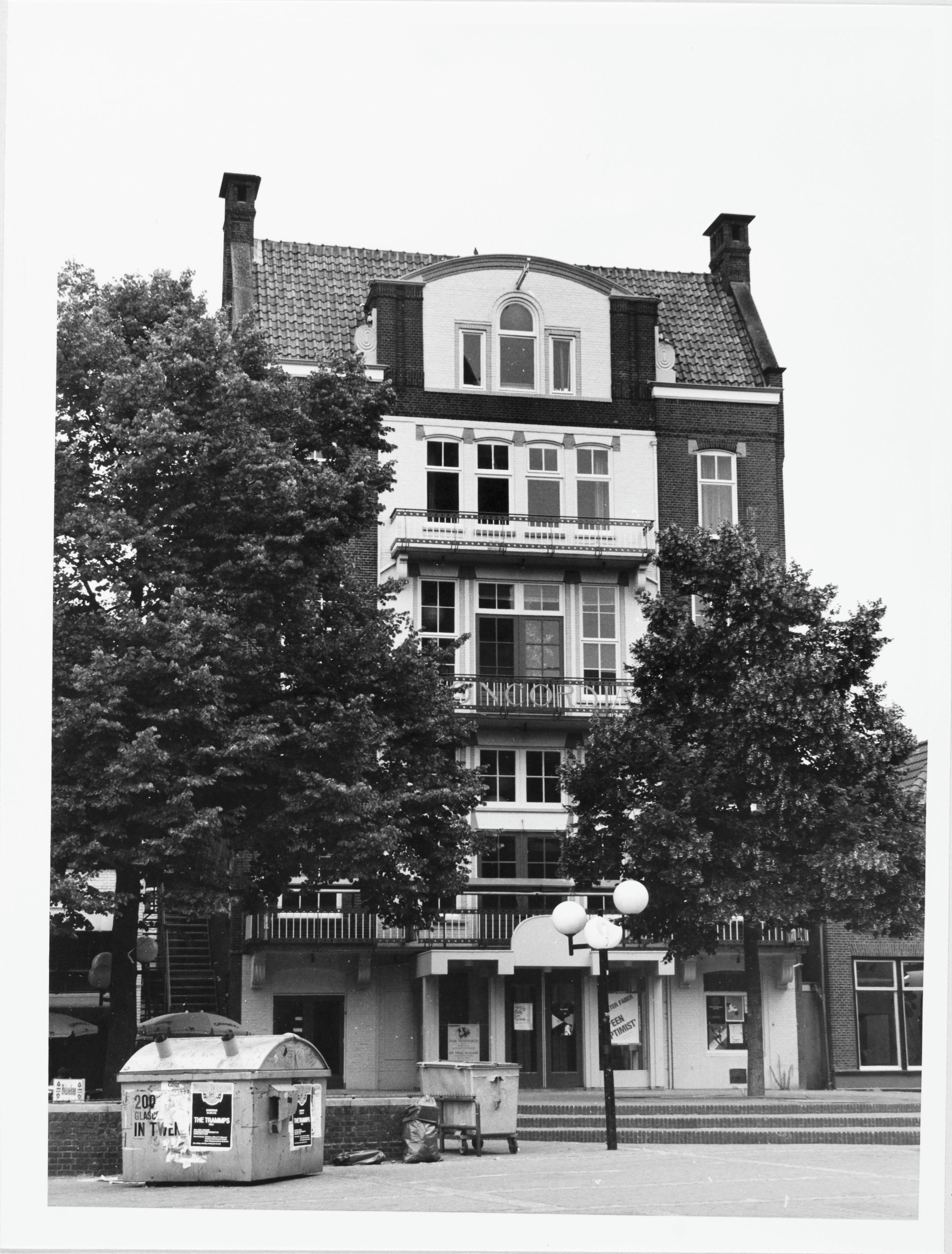
Gebouw Concordia in 1983

Concordia Film | Theater | Beeldende Kunst, voorheen Concordia Kunst & Cultuur, is een centrum voor beeldende kunst, theater, cinema en cultuuronderwijs in Enschede.
Concordia ontleent haar naam aan het gelijknamige gebouw aan de Oude Markt. In dit pand bevinden zich de theaterzaal en 2 filmzalen. Aan de Langestraat heeft Concordia expositieruimtes, kunstverhuur en een cadeauwinkel. Tussen januari 2019 en december 2024 hoorde ook het Vestzaktheater aan de Walstraat bij Concordia.
Tot september 2014 exploiteerde Concordia expositieruimte Het Rozendaal, gelegen in de wijk Roombeek.
Concordia heeft een samenwerkingsverband met het Stedelijk Lyceum Enschede.
In 2016 ontving het theater de Roel Oostraprijs, een prijs voor het meest gastvrije theater van Nederland, gekozen door theatermakers.